# 조난정
조난정(일본어: 長南町 조난마치[*])은 일본 지바현 조세이군의 정이다.

## 지리
보소반도를 동서로 나누는 구릉지대 안에 있고 평지는 적고 산이 많은 지형이다. 이 지역의 다른 시정촌과 같이 농업용수를 확보하기 위한 저수지가 많다. 또 골프장이 많은 것도 특징이다.

## 역사
1955년에 조난정(庁南町), 니시촌(西村), 히가시촌(東村)과 미즈카미촌(水上村)의 일부가 합병해 조난정이 탄생했다.

## 인구
| 연도 | 인구   | ±%     |
| ---- | ------ | ------ |
| 1950 | 15,908 | —      |
| 1960 | 14,118 | −11.3% |
| 1970 | 11,906 | −15.7% |
| 1980 | 11,509 | −3.3%  |
| 1990 | 11,482 | −0.2%  |
| 2000 | 10,628 | −7.4%  |
| 2010 | 9,074  | −14.6% |

## 교통

### 도로
- 수도권 중앙 연락 자동차도
- 국도 409호선